# Пустеля долини Інду
Пустеля долини Інду (ідентифікатор WWF: IM1303) — індомалайський екорегіон пустель і склерофітних чагарників, розташований в Пакистані. Ця пустеля є одним із найбільш негостинних регіонів Південної та Південно-Східної Азії.

## Географія
Екорегіон пустелі долини Інду охоплює територію площею 19 479 км², розташовану на північному заході пакистанської провінції Пенджаб, між річками Інд та Чинаб. В його межах переважає пустельний клімат (BWh за класифікацією кліматів Кеппена), який характеризується екстремальними коливаннями температур, від майже 0 °C взимку до понад 45 °C влітку. Середньорічна кількість опадів коливається від 640 до 760 мм, що дещо більше, ніж в пустелі Тар.
Незважаючи на суворі кліматичні умови, ця пустеля, разом із сусідньою пустелею Тар, є однією з найбільш густонаселених пустель у світі. Густота населення в екорегіоні становить близько 150 осіб/км², що приблизно в п'ять разів перевищує світові показники густоти населення пустель.

## Флора і фауна
В пустелі долини Інду ростуть склерофітні чагарники та невисокі дерева. Серед поширених в регіоні рослин слід відзначити дерево гаф (Prosopis cineraria), маслиноподібну сальвадору (Salvadora oleoides), сенегальську акацію (Senegalia senegal), індійський сіріс (Albizia lebbeck), білу шовковицю (Morus alba), різні види каперців (Capparis spp.) та тамариксів (Tamarix spp.).
В межах екорегіону зустрічаються 32 види ссавців та 190 видів птахів. Серед великих ссавців, поширених в регіоні, слід відзначити азійського вовка (Canis lupus pallipes), смугасту гієну (Hyaena hyaena), звичайного каракала (Caracal caracal), індійського леопарда (Panthera pardus fusca) та пенджабського уріала (Ovis vignei punjabiensis). Характерним птахом регіону є сокіл турумті (Falco chicquera chicquera). Плазуни та земноводні в екорегіоні відсутні.

## Збереження
Оцінка 2017 року показала, що 12 176 км², або 63 % екорегіону, є заповідними територіями. Основною природоохоронною територією екорегіону є Мисливський заповідник Тхал.